# Hubert Suda
Hubert Suda (Sliema, 20 settembre 1969) è un ex calciatore maltese, di ruolo attaccante.

## Carriera
Suda gioca per quasi tutta la sua carriera allo Sliema Wanderers. Negli ultimi anni della sua carriera gioca prima al Valletta, poi al Birkirkara.

Nel 2003 si ritira dall'attività agonistica.

## Nazionale
Suda esordisce con la nazionale maggiore nell'ottobre 1988. Chiude la sua carriera con 71 presenze e 8 reti con la nazionale.